# Cijara
Cijara es una mancomunidad integral de la provincia de Badajoz (España), situada en la Comunidad Autónoma de Extremadura. 
Limita al norte con la provincia de Cáceres, al este con la comunidad de Castilla-La Mancha y al suroeste con la mancomunidad de la Siberia. En ocasiones se considera a la mancomunidad de Cijara y a la vecina mancomunidad de la Siberia como integrantes de un espacio geográfico con ciertos rasgos físico-culturales comunes, distinguiendo a Cijara con el nombre de la Siberia Norte.

## Toponimia
No existe consenso sobre el origen del nombre de Cijara. Puede estar relacionado con la comarca de La Jara, en la provincia de Toledo, con la que limita Cijara, y a la que pertenecieron en el pasado algunos de los municipios que hoy forman parte de la comarca extremeña.

## Historia

### Prehistoria
Existen evidencias de asentamientos prerromanos en el Castro del Cerro de la Barca y el Yacimiento de El Jardal.

### Edad Media
La comarca perteneció al reino musulmán de Toledo hasta que fue conquistado en 1085 por Alfonso VI de León. Sin embargo, al estar este territorio tan alejado de la capital toledana, no se incorporó en esta fecha a Castilla, sino que quedó entre cristianos y musulmanes; es decir, en la frontera.
En la vanguardia de esta zona, los musulmanes construyeron o repararon una de fortaleza estratégicamente situada en Herrera del Duque. A su vez, los cristianos de Toledo construyeron otra serie de fortalezas como el castillo de Muro, en la actual Helechosa de los Montes. Es en 1212, con la derrota musulmana en las Navas de Tolosa, cuando se produce un fuerte cambio de ritmo en la reconquista. Entre 1212 y 1230, las tierras de la comarca fueron incorporándose a Castilla.
La reconquista de la comarca la inició Alfonso Téllez de Meneses, caballero palentino, afincado en Toledo, quien en 1222 pobló, entre otros, el castillo de Muro. Unos años después, en 1226, el castillo fue vendido al arzobispo de Toledo.
Así comenzó la dependencia de Cijara respecto de Toledo, que aún perdura hoy en lo eclesiástico. Con la reconquista, los reyes cristianos se vieron obligados, ante la imposibilidad de controlar todos los territorios, a repoblar los que iban recuperando y a otorgar su administración a miembros de la nobleza, a órdenes militares, a instituciones eclesiásticas y a las ciudades. A las ciudades en particular les interesaba expandir lo más posible su jurisdicción municipal sobre grandes extensiones de tierra. Por eso, en Cijara serán los concejos de Toledo y Talavera de la Reina los que formen cada uno un amplio alfoz, para poblarlo y defenderlo. Castilblanco y Valdecaballeros pertenecieron al concejo de Talavera. Herrera del Duque perteneció al condado de Belalcázar (más tarde, vizcondado de Puebla de Alcocer).
Con la creación de las provincias fiscales por los Reyes Católicos en 1502, casi toda esta comarca, a excepción de las localidades de Castilblanco y Valdecaballeros, quedará englobada en la provincia de Salamanca junto con el resto de Extremadura. Ya en 1653 se crea la provincia fiscal de Extremadura, de la que seguirá formando parte Cijara. Sin embargo, esto no romperá en modo alguno la dependencia de esta comarca del concejo de Toledo ni del Arzobispado toledano, motivo por el cual La Siberia aparece en varios mapas antiguos como parte integrante de Castilla la Nueva y no de Extremadura.

### Edad Contemporánea
La división provincial de España de 1833 incorporó todos los pueblos de Cijara a la provincia de Badajoz. La división provincial se completó con la subdivisión en partidos judiciales que se llevó a cabo en 1834. Los pueblos de la comarca formaron el partido de Herrera del Duque, junto con otro pueblos de La Siberia Sur. El partido de Herrera del Duque estaba formado por trece pueblos y poco más de quince mil habitantes. Esta división en partidos judiciales se ha mantenido hasta la segunda mitad del siglo XX. 
Los cambios demográficos aconsejaron la modificación de los antiguos partidos judiciales a partir de 1965. El partido de Puebla de Alcocer desapareció y sus pueblos se repartieron entre los limítrofes. La mayor parte, con la capital, se integraron en el de Herrera del Duque. Desde entonces se ha generado un sentimiento similar al que estimuló la antigua división y los diecisiete municipios del nuevo partido de Herrera del Duque, con sus 24.000 habitantes y 2.691,6 kilómetros cuadrados, constituyen La Siberia extremeña.

## Entorno natural

### Relieve

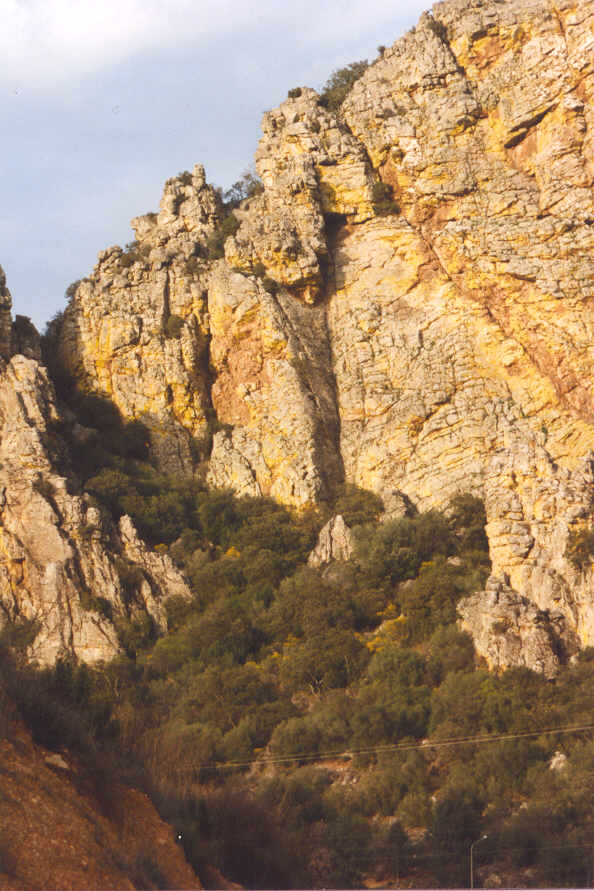
Sierra de Puerto Peña.

La comarca está formada por un llano rodeado de pequeñas sierras situado en la zona suroccidental de los Montes de Toledo. El centro de la comarca, donde se encuentra Castilblanco, presenta un relieve de penillanura. En las faldas de las sierras suroccidentales se encuentran Valdecaballeros y Herrera del Duque. En el noreste, la zona más montañosa, se encuentran Helechosa de los Montes, Villarta de los Montes y Fuenlabrada de los Montes. Más del 90 % del terreno se sitúa entre las cotas 400 y 800 metros s.n.m., superándose esta altitud en solo cinco puntos de las sierras más orientales: Sierra de la Umbría, Los Castrejones, Cantosnegros, Santana y Pico Montilla; siendo esta última la cota máxima de la comarca con 940 metros.
Este conjunto de serranías constituye una de las estribaciones meridionales de los Montes de Toledo, en conexión directa con el macizo de Las Villuercas, que presenta fuertes pendientes, con rupturas, a menudo bruscas a piedemonte. 

### Hidrología
Los ríos, embalses y pantanos son una de las principales características de Cijara que, junto a la vecinas comarcas de La Siberia y La Serena, forman el territorio que posee más kilómetros de costa interior en España. La comarca posee dos grandes embalses en el curso del río Guadiana: Cijara y García de Sola. Esta gran cantidad de agua embalsada es fruto del grupo de actuaciones llevadas a cabo en la provincia durante la segunda mitad del siglo XX, denominado Plan Badajoz, y que tenía como objetivo mejorar la agricultura de la zona.
El accidentado relieve propicia la existencia de acuíferos en ladera, que alimentan numerosos manantiales repartidos por todo el territorio de la comarca. Algunos de ellos están siendo explotados comercialmente debido a la calidad de sus aguas. También existe un balneario en Valdecaballeros que aprovecha las propiedades mineromedicinales de las aguas termales, siendo uno de los escasos establecimientos de este tipo de toda la provincia.

### Clima
La posición geográfica de Cijara, entre la Meseta Central (con clima continental), el Atlántico (clima más suave) y el Mediterráneo (más cálido y mucho más seco) convierte a este territorio en una franja de transición, adoptando algunas características de cada uno de ellos. Dentro de la comarca, también se producen microclimas locales, con diferencias apreciables, derivado de la orientación de las sierras. Estas diferencias resultan más acusadas en cuanto a precipitaciones y no tanto sobre las temperaturas. 
El número de días lluviosos al año está entre 60 y 70. El reparto estacional de precipitaciones es irregular, con máximas entre enero y marzo, pero se dan grandes desviaciones sobre las medias entre años secos y lluviosos. El semestre abril-septiembre suele presentar una fuerte y prolongada sequía estival, marcada por una acentuada aridez. Las nevadas son raras, y en todo caso suceden uno o dos días, cuajando solo unas horas, cada tres o cuatro años.
La comarca alcanza unas 2900 horas de sol al año, cuya intensidad resulta inversa a las precipitaciones. La temperatura media anual está en torno a los 16 °C. El mes más frío es enero, con 6-7 °C de media, y el más cálido, julio, con 25-27 °C, lo que supone una amplitud térmica media anual que rebasa los 20 °C. Las máximas y mínimas absolutas se sitúan, también en estos meses, en -2 °C y 42 °C respectivamente, que indica una fuerte oscilación térmica de 44 °C (rasgo típico de clima continental).
Estos balances termopluviométricos, con inviernos suaves, primaveras frecuentemente cortas y largo y seco estiaje, permite considerar al clima de Cijara, de forma genérica, de tipo 'mediterráneo subhúmedo', con variantes de tipo húmedo en puntos del norte y más seco en una franja sur, y con escasa influencia atlántica.

### Flora

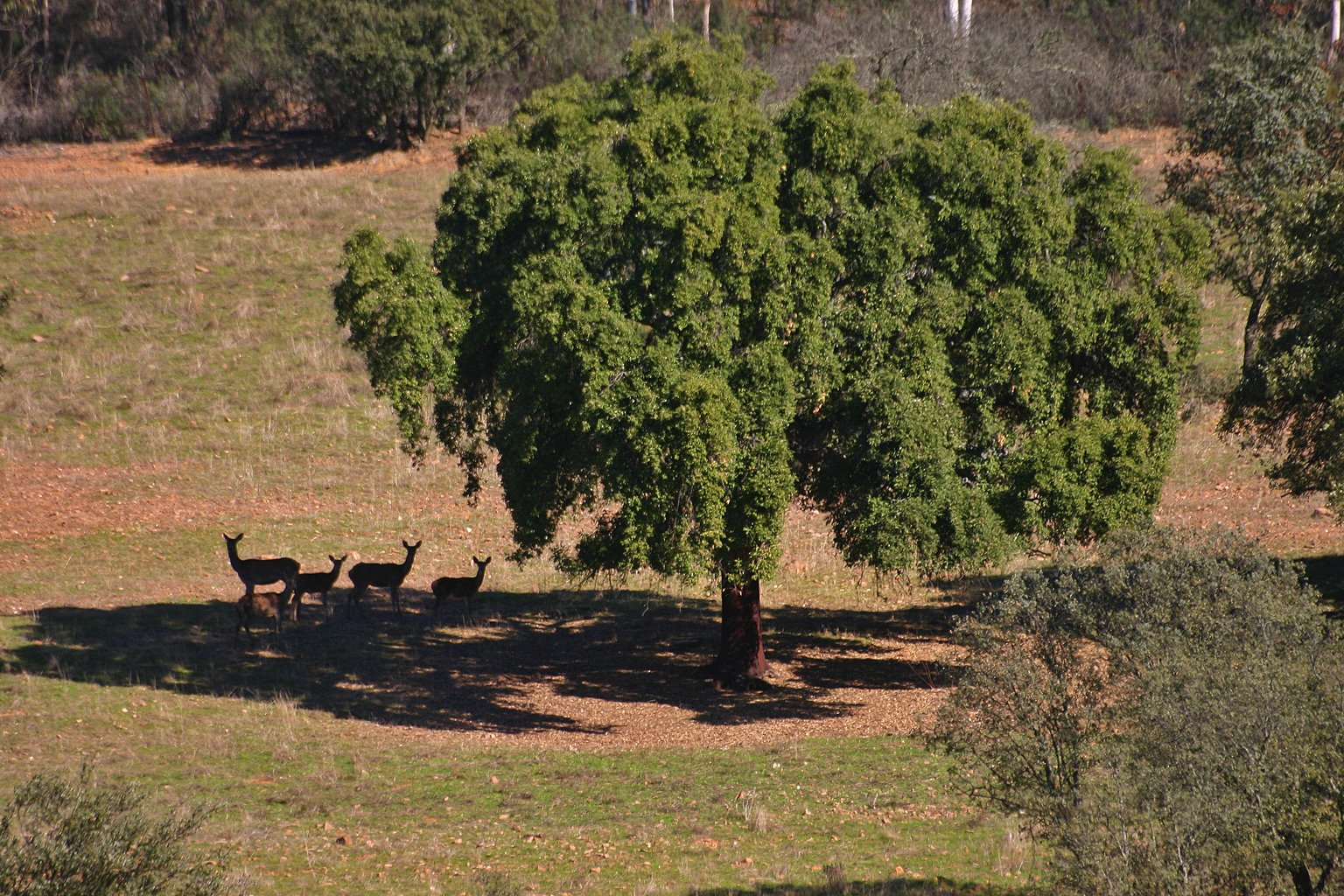
Ciervos bajo una encina, imagen típica en Cijara.

El ecosistema primigenio más representativo de la zona es el bosque esclerófilo mediterráneo (árboles de hojas duras y persistentes), predominando la encina en la mayor parte del espacio, acompañada del alcornoque en zonas más restringidas (sobre todo umbrías y algunos suelos profundos), al ser más exigente en humedad. Aparece también otra quercínea (familia con que se denomina a este género de árboles), el quejigo, especie bastante rara en Extremadura. El estrato arbóreo se halla tapizado en sus estadios más puros por un denso sotobosque, formando el matorral mediterráneo, muy diverso en especies: madroño, durillo, labiérnago, lentisco, cornicabra, mirto, coscoja, torvisco, etc. Extensas áreas serranas del centro y norte de la comarca han sido repobladas con pinos resineros, piñoneros y eucaliptos, cuyo cultivo forestal está prácticamente abandonado en la actualidad, ante su escasa o nula rentabilidad económica. También los bordes de los pantanos han sido extensamente repoblados con eucaliptos, pinos y más escasamente chopos, con el fin, no tanto de explotación de la madera, sino más bien para la retención del suelo y de los materiales que por escorrentía superficial pueden ser arrastrados desde los terrenos que vierten directamente al vaso del embalse, ocasionando una progresiva colmatación del mismo.

### Fauna

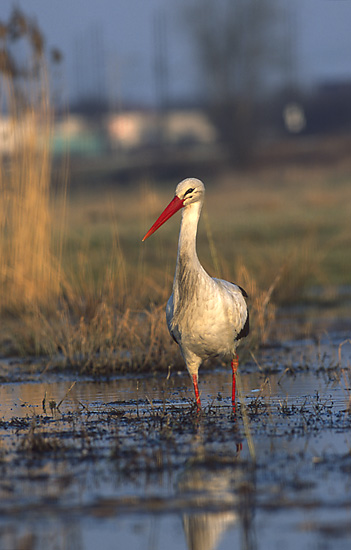
Cigüeña blanca.

La fauna de la comarca destaca por su diversidad, viven en la zona prácticamente todas las casi 500 especies de vertebrados silvestres descritas en Extremadura. Entre las aves, más de la mitad de la población provincial de buitre leonado se encuentran en los cortados rocosos de los Montes de Toledo. En menor número nidifican águilas perdiceras y águilas reales, alimoche, halcón peregrino, búho real, buitre negro, águila imperial ibérica, cigüeña negra... La abundancia de agua, en su mayor parte retenida por los embalses de la comarca, ha propiciado el asentamiento de variados grupos de aves acuáticas. Destaca el embalse de García de Sola, declarado Área ZEPA (Zona de Especial Protección para las Aves), ahora Zona de Especial Conservación por la Ley 8/1998, de Conservación de la Naturaleza y de Espacios Naturales de Extremadura.
En el medio urbano merece distinción la cigüeña blanca, así como el cernícalo primilla, lechuza, golondrina, avión y vencejo.
La fauna cinegética se encuentra principalmente asentada en la Reserva de Cijara, donde conviven jabalíes, ciervos, gamos (muy localizados) y corzos, como piezas de caza mayor. La caza menor está representada por perdices rojas, palomas torcaces, tórtolas, liebres y conejos.
En cuanto a la fauna piscícola, las especies más codiciadas por los pescadores son la carpa, barbo, comizo, cabecicorto, lucio, boga, black-bass,... aunque también existen otros de menor interés deportivo y culinario, pero de gran importancia ecológica: pardilla, cacho, colmilleja, calandino, gambusia,...

## Política
El órgano de gobierno y administración de la comarca es la Mancomunidad de Cijara. La Asamblea General de la Mancomunidad está formada por los alcaldes y algunos concejales de los distintos municipios. El presidente de la Mancomunidad es elegido de entre los alcaldes de los seis municipios que la componen. En el periodo 2011-2015 fue presidenta de la Mancomunidad Inés María Cabrera Babiano, alcaldesa de Fuenlabrada de los Montes por el Partido Popular. Cabrera, nacida el 11 de marzo de 1969, diplomada en Biblioteconomía y Documentación por la Universidad Complutense de Madrid y responsable en periodos discontinuos de la biblioteca municipal de Fuenlabrada, fue la primera mujer en convertirse en presidenta de la Mancomunidad. La actual presidenta es Julia Sánchez Villa, alcaldesa de Helechosa de los Montes por el PSOE.
| 2007-2011 | Ángel Rodríguez de la Rubia Galán | PP   | Castilblanco              |
| 2011-2015 | Inés María Cabrera Babiano        | PP   | Fuenlabrada de los Montes |
| 2015-2017 | Julia Sánchez Villa               | PSOE | Helechosa de los Montes   |

## Demografía
Su población siempre ha sido escasa. El periodo de mayor vitalidad de la población fue la primera mitad del siglo XX. A pesar de la incidencia de la epidemia de la gripe en la segunda década y de la guerra civil en los años 30, su población creció a ritmos desconocidos (11,3 por mil anual). Sin embargo, durante la segunda mitad del siglo XX la emigración ha vaciado las tierras de Cijara y ha condicionado la actual estructura de su población. La comarca ha perdido casi la mitad de su población. La continua emigración de jóvenes ha dejado una población envejecida en la comarca: hay más personas mayores de sesenta y cuatro años que menores de dieciséis. A pesar del retorno de algunos cijarenses, en su mayoría ya jubilados, la comarca sigue perdiendo población debido a que mueren más personas de las que nacen.

## Economía
Con una estructura de población tan desequilibrada, la tasa de actividad es muy baja. Pero esto no supone extrema escasez económica para la comarca. En el contexto de una provincia poco desarrollada, los cijarenses viven bien gracias a las transferencias del sector público. Su renta familiar disponible solo es inferior a la comarca de Badajoz y similar a la de las zonas de Mérida y Almendralejo. La ocupación de las gentes de Cijara ha variado en las últimas décadas. A finales del siglo XIX cerca del 90% trabajaba en la agricultura, entre el 5% y el 6% eran artesanos y muy pocos trabajaban en la industria y los servicios. En la actualidad, más de la tercera parte lo hace en los servicios (36,38%), seguida de cerca por la agricultura (31,03%). Industria y construcción emplean al 14,33% y 18,26% de la población, respectivamente.

### Sector primario
Es importante la producción de miel en Fuenlabrada de los Montes.

### Sector terciario
Desde la construcción de la presa de Cijara y el embalse de García de Sola en la década de 1960 se está desarrollando una industria turística basada en el turismo rural y el ecoturismo.

## Transportes
Los municipios mejor comunicados de la comarca son Castilblanco, Herrera del Duque y Fuenlabrada de los Montes, por los que pasa la carretera nacional N-502. Las carreteras de la zona montuosa, que unen Helechosa de los Montes y Bohonal de los Montes (BA-7101) y esta última localidad con Villarta de los Montes (BA-7216), son titularidad de la Confederación Hidrográfica del Guadiana y se encuentran en deficiente estado de conservación.
| N-502   | N-502   | Carretera nacional   | La Serrada (Ávila) - Espiel (Córdoba)                |
| EX-316  | EX-316  | Carretera autonómica | EX-116 - N-502 (Castilblanco)                        |
| BA-049  | BA-049  | Carretera provincial | Límite de provincia de Cáceres (Alía) - Castilblanco |
| BA-7101 | BA-7101 | Carretera provincial | Helechosa de los Montes - Bohonal de los Montes      |
| BA-7216 | BA-7216 | Carretera provincial | Bohonal de los Montes - Villarta de los Montes       |

## Servicios públicos

### Educación
Existen seis centros de educación infantil y primaria de titularidad pública en la mancomunidad de Cijara: Faustino Plaza Guijarro, en Helechosa de los Montes; Carlos V, en Castilblanco; Manuel Ordóñez Maestro, en Valdecaballeros; Fray Juan de Herrera, en Herrera del Duque; Santa Ana, en Fuenlabrada de los Montes; y Nuestra Señora de la Antigua, en Villarta de los Montes.
Existe un instituto de educación secundaria, el Benazaire, situado en Herrera del Duque. En él reciben la educación secundaria todos los estudiantes de la mancomunidad.

### Servicios sociales
En septiembre de 2017, por resolución de la Consejería de Sanidad y Políticas Sociales de la Junta de Extremadura, la mancomunidad de Cijara pasó de contar con tres trabajadores sociales a contar con cuatro.

## Cultura

### Gastronomía
La gastronomía es muy variada, aunque apenas se comercializa. El eje básico sigue siendo el cerdo, ya que aún son abundantes las matanzas caseras. Destacados, son también los productos derivados de la caza: tasajos del ciervo o jabalí, chorizos de jabalí, etc. 
Entre los platos típicos podemos citar el escarapuche (a base de carne o peces asados, cebolla, tomate, pimiento verde, vinagre, aceite y sal), el salmorejo en Helechosa de los Montes (con peces de río), las migas, la caldereta, el gazpacho (con sus variedades: ajo blanco y gazpacho de invierno), pistos, sopas de tomate, sopas de cachuelas, rabos de cordero, cocido con relleno (Villarta de los Montes), repápalos... La escasez de recursos, en otros tiempos, motivó el empleo abundante de productos marginales, la mayoría de los cuales aún se utilizan: espárragos, setas, berros, cardillos, abrepuños, achicorias, moje de amapolas, criadillas, níscalos, pajarillos, higos chumbos, plantas aromáticas y medicinales... 
Tampoco se comercializan los vinos de la tierra, denominados de pitarra, que se siguen produciendo de forma casera. En Castilblanco se hace, del mismo modo, la gloria, a base de mosto de uva y aguardiente. En Fuenlabrada de los Montes se hace el chapurrao con agua, azúcar, aguardiente y, a veces, anís.
En Cijara existe una gran tradición repostera. Especialmente en las fechas cercanas a Semana Santa o en fiestas destacadas, podemos encontrar almendradillos, bódigos, bollos, buñuelos, chaquetías (Herrera del Duque), mantecados de cajón, perrunillas, pestiños, queso de almendras (Fuenlabrada de los Montes), rosquillas, candelillas, flores con miel, tortas de chicharrones... Destaca el uso de la miel en la elaboración de los dulces: arrope, gachas, canelones, candelilla, etc.
El queso de Castilblanco es el nombre genérico de los quesos de oveja elaborados en la comarca. La referencia más reciente a este producto, que forma parte del Catálogo de los quesos de España, está en el Libro de Practicón de Ángel Muro, publicado en 1894. Este cocinero, escritor y gastrónomo califica al queso de Castilblanco como uno de los mejores de España. Es un queso madurado, de media curación, elaborado con leche de oveja, de coagulación enzimática y pasta prensada, no cocida, extragraso. Su forma es cilíndrica con el borde liso. El tamaño es mediano, de 1-1,5 kg de peso.

## Deporte
Se celebra en la comarca el Torneo de Fútbol Mancomunidad de Cijara. La final de la primera edición se jugó el primer fin de semana de enero de 2016, en el estadio de El Tomillar (Fuenlabrada de los Montes), disputándose la victoria la AP Fuenlabrada y la SP Herrera. El vencedor fue el equipo local. La SP Castilblanco quedó en tercer lugar.